# ألكسندر خليبنيكوف
ألكسندر خليبنيكوف هو لاعب كرة قدم روسي في مركز الدفاع، ولد في 26 سبتمبر 1984. لعب مع دينامو بريانسك ولوخ إينيرجيا فلاديفوستوك.

## وصلات خارجية
- ألكسندر خليبنيكوف على موقع قاعدة بيانات كرة القدم.إي يو (الإنجليزية)
- ألكسندر خليبنيكوف على موقع Soccerway.com (الإنجليزية)